# Trò chơi sòng bạc

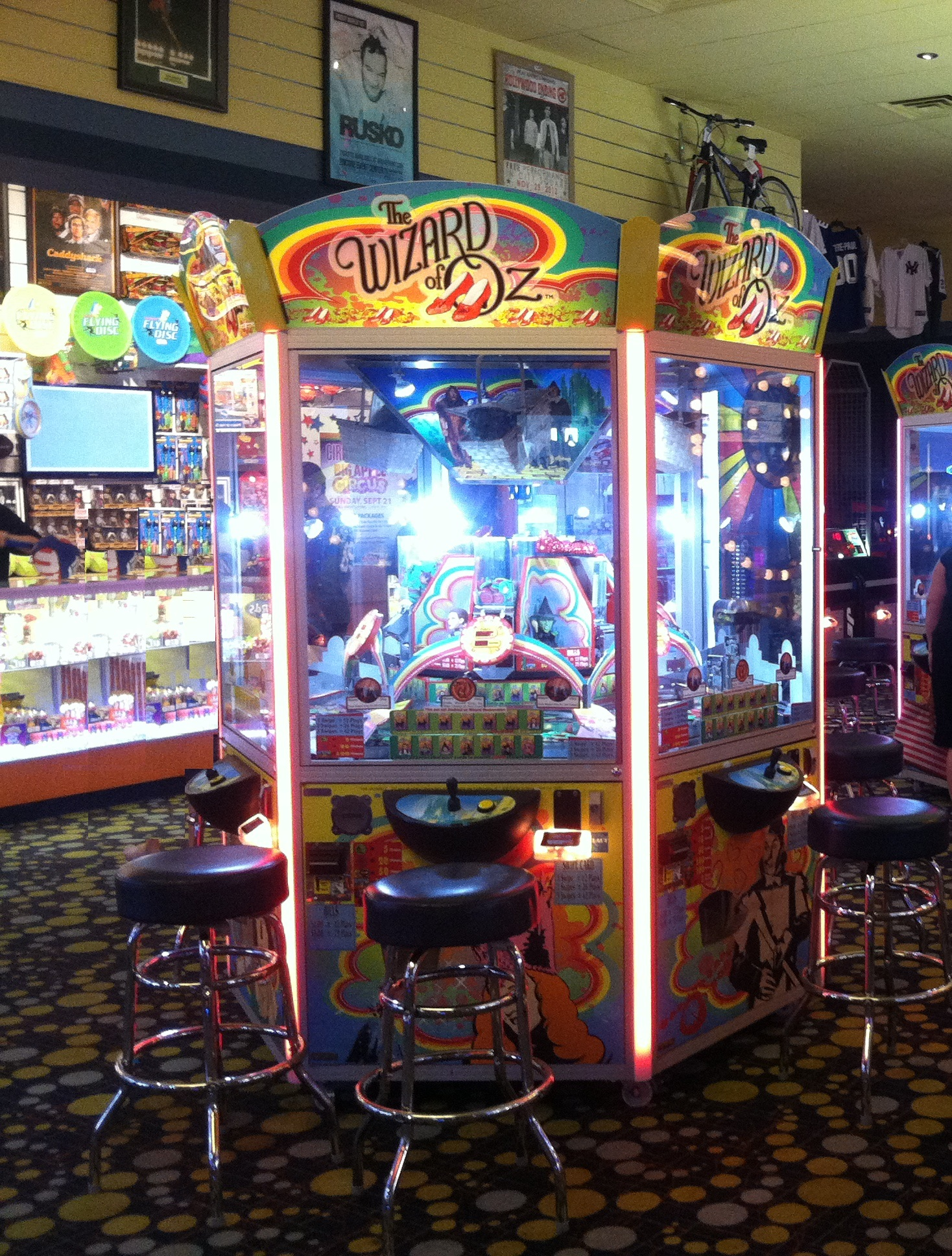
Một máy chơi game đánh bạc

Trò chơi sòng bạc (Casino game) là các trò chơi (game) có nội dung đánh bạc. Trò chơi này có sẵn ở hầu hết các sòng bạc thường được gọi là trò chơi đánh bạc. Trong trò chơi sòng bạc, người chơi đánh bạc bằng tiền mặt (tiền xu) hoặc chip sòng bạc với nhiều kết quả ngẫu nhiên có thể xảy ra hoặc các kết hợp kết quả may rủi. Trò chơi sòng bạc cũng có sẵn dưới hình thức sòng bạc trực tuyến mà nhiều nơi được pháp luật cho phép. Trò chơi sòng bạc cũng có thể được chơi bên ngoài sòng bạc cho mục đích giải trí, như chơi cho vui trong các bữa tiệc hoặc trong các cuộc thi đấu ở trường học trên các loại máy mô phỏng cờ bạc. Có ba loại trò chơi sòng bạc thông dụng thường thấy là máy chơi game, trò chơi trên bàn và trò chơi số ngẫu nhiên. Trò chơi trên bàn (Table game) được chơi phổ biến trong sòng bạc và liên quan đến một số hình thức cờ bạc hợp pháp, nhưng chúng cũng được chơi riêng theo các quy tắc khác nhau của nhà cái. Thuật ngữ này có ý nghĩa ở chỗ một số khu vực pháp lý cho phép sòng bạc chỉ có máy đánh bạc và không có trò chơi trên bàn. Ở một số tiểu bang, luật này đã dẫn đến việc sòng bạc sử dụng các trò chơi trên bàn điện tử, chẳng hạn như roulette, blackjack và craps.

## Tổng quan

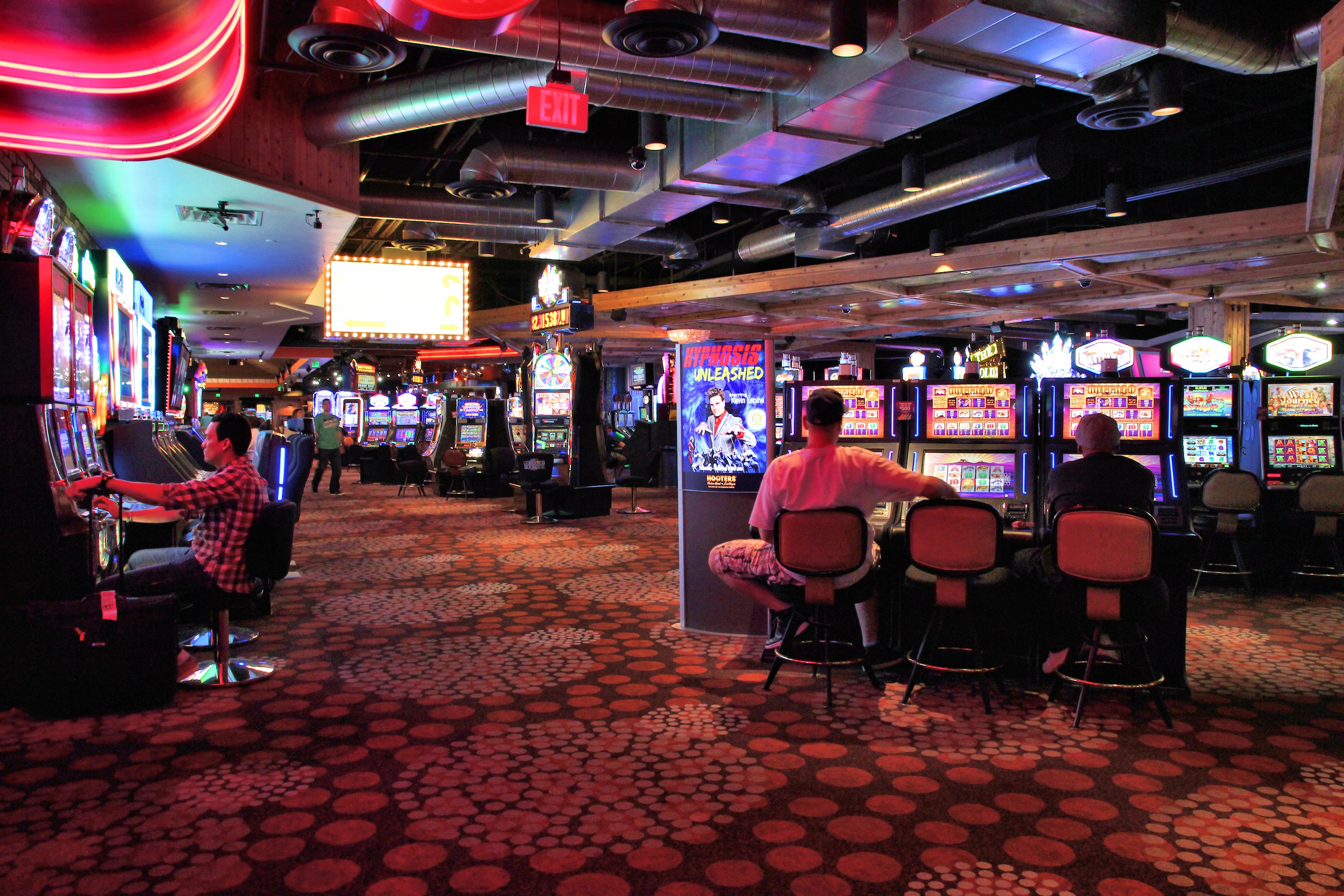
Những người chơi game đánh bạc trong sòng bài

Máy chơi game, chẳng hạn như máy đánh bạc và Pachinko, thường chỉ có một người chơi và sẽ chơi tại một thời điểm và không yêu cầu sự tham gia hướng dẫn của nhân viên sòng bạc. Trò chơi trên bàn, chẳng hạn như xì dách hoặc xúc xắc, liên quan đến một hoặc nhiều người chơi đang cạnh tranh với nhà cái (chính sòng bạc) chứ không phải với nhau. Trò chơi trên bàn thường do nhân viên sòng bạc được gọi là người chia bài đảm nhiệm. Trò chơi số ngẫu nhiên dựa trên việc lựa chọn các số ngẫu nhiên, từ máy tạo số ngẫu nhiên được vi tính hóa hoặc từ các thiết bị chơi game khác. Trò chơi số ngẫu nhiên có thể được chơi tại bàn hoặc thông qua việc mua vé giấy hoặc thẻ, chẳng hạn như keno hoặc Bingo kiểu Mỹ. Một số trò chơi sòng bạc kết hợp nhiều khía cạnh trên ví dụ, roulette (xoay cò) là trò chơi trên bàn do người chia bài làm chủ cuộc chơi điều hành, liên quan đến các con số ngẫu nhiên. Sòng bạc cũng có thể cung cấp các loại hình trò chơi khác, chẳng hạn như tổ chức các trò chơi poker hoặc các giải đấu nơi người chơi cạnh tranh với nhau. 
Ở Hoa Kỳ, thì thuật ngữ trò chơi trên bàn là thuật ngữ được sử dụng cho trò chơi may rủi như xì dách, xúc xắc, roulette và Baccarat được chơi trong sòng bạc và được điều hành từ một hoặc nhiều người chia bài trực tiếp, trái ngược với những trò chơi được chơi trên thiết bị cơ học như máy đánh bạc hoặc với những tay chơi khác thay vì sòng bạc, chẳng hạn như poker tiêu chuẩn. Theo truyền thống, phần lớn các sòng bạc đã từ chối tiết lộ thông tin về lợi thế của nhà cái đối với các trò chơi máy đánh bạc của họ và do số lượng biểu tượng và trọng số của các cuộn phim không xác định, trong hầu hết các trường hợp, việc tính toán lợi thế của nhà cái khó hơn nhiều so với các trò chơi sòng bạc khác. Tuy nhiên, do một số thuộc tính trực tuyến tiết lộ thông tin này và một số nghiên cứu độc lập do Michael Shackleford thực hiện trong lĩnh vực ngoại tuyến, nên mô hình này đang dần thay đổi. Yếu tố may mắn trong trò chơi sòng bạc được định lượng bằng cách sử dụng độ lệch chuẩn (SD). Phân phối nhị thức giả định kết quả là 1 đơn vị cho một lần thắng và 0 đơn vị cho một lần thua, thay vì -1 đơn vị cho một lần thua, điều này làm tăng gấp đôi phạm vi các kết quả có thể xảy ra. Hơn nữa, nếu chúng ta cược cố định ở mức 10 đơn vị cho mỗi vòng thay vì 1 đơn vị, phạm vi các kết quả có thể xảy ra sẽ tăng gấp 10 lần.